# Tempel des Langen Lebens

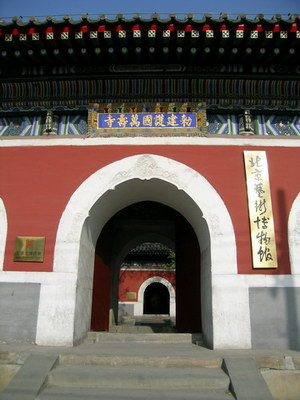
Wanshou-Tempel

Der Wanshou-Tempel (萬壽寺 / 万寿寺,  Wànshòu sì) oder Tempel des Langen Lebens bzw. Tempel der Langlebigkeit ist ein buddhistischer Tempel in der Suzhou-Straße des Straßenviertels Zizhuyuan im Pekinger Stadtbezirk Haidian. Er wurde 1577 in der Wanli-Ära der Ming-Dynastie für die Aufbewahrung chinesischer buddhistischer Schriften erbaut. Heute beherbergt er das 1985 eröffnete Pekinger Kunstmuseum (Beijing yishu bowuguan). Der Tempel steht seit 2006 auf der Liste der Denkmäler der Volksrepublik China (6-307).